# Иссерс, Оксана Сергеевна
Окса́на Серге́евна Иссерс (род. 24 июня 1955) — советский и российский филолог. Доктор филологических наук, профессор, заведующая кафедрой теоретической и прикладной лингвистики; декан факультета филологии и медиакоммуникаций Омского государственного университета им. Ф. М. Достоевского.

## Биография
В 1977 году окончила Московский областной педагогический институт им. Н. К. Крупской по специальности «учитель русского языка и литературы».
В 1988 году в Институте русского языка АН СССР защитила диссертацию на соискание учёной степени кандидата филологических наук по теме «Ударение в префиксальных и сложных прилагательных в современном русском языке».
В сентябре-ноябре 1998 года — приглашённый профессор Флоридского университета (Институт коммуникации).
В 1999 году в Уральском государственном университете имени А. М. Горького диссертацию на соискание учёной степени доктора филологических наук по теме «Коммуникативные стратегии и тактики русской речи».
В 2011—2012 гг. входит в топ-100 выдающихся женщин Омска по версии журнала «Бизнес-курс».
Ведёт следующие лекционные курсы: русская морфология, русская фонетика, русское словообразование, русская диалектология, история русского языка, древнерусский язык, введение в языкознание, история лингвистических учений, риторика, публичная речь, русский как иностранный, русская акцентология, общее языкознание, речевая коммуникация и речевое воздействие. Является соавтором инновационной образовательной программы «Актуальные проблемы филологии» в рамках национального проекта «Образование».
Автор монографии «Коммуникативные стратегии и тактики русской речи», неоднократно переиздававшихся учебных пособий «Речевое воздействие», «Интенсивный курс русского языка. Почему так не говорят по-русски. Пособие по культуре речи» (в соавторстве с Н. А. Кузьминой), «Интенсивный курс русского языка. Пособие для подготовки к тестированию и сочинению в правилах, алгоритмах и шпаргалках» (в соавторстве с Н. А. Кузьминой).
Увлекается аэробикой, театром и литературой.

## Публикации
- Иссерс О. С. Коммуникативные стратегии и тактики русской речи. — Едиториал УРСС, 2002. — ISBN 5-354-00068-8.
  - . — 4-е изд. — М.: URSS : КомКнига, 2005. — 284 с. — ISBN 5-484-00302-4.
  - . — 5-е изд. — М.: URSS : ЛКИ, 2008. — 284 с. — ISBN 978-5-382-00698-7.
  - . — 6-е изд. — М.: URSS : ЛКИ, 2012. — 299 с. — ISBN 978-5-382-01331-2.
- Иссерс О. С. Коммуникативные стратегии как реальность речевого общения // Стилистика и прагматика. — Пермь, 1997.
- Иссерс О. С. Обучение речевой коммуникации в аспекте международного опыта. // Матер. конф. участников американских программ обмена. — М., 1997.
- Иссерс О. С. Паша — «Мерседес», или речевая стратегия дискредитации // Вестник ОмГУ. — 1997. — № 2.
- Иссерс О. С. Речевое воздействие : учебное пособие для студентов вузов, обучающихся по направлению (специальности) «Связи с общественностью». — 2-е изд. — М.: Флинта : Наука, 2009. — 223 с. — 1000 экз. — ISBN 978-5-9765-0766-1. ISBN 978-5-02-034575-1
  - . — 2-е изд. — М.: Флинта : Наука, 2011. — 223 с. — 1000 экз. — ISBN 978-5-9765-0766-1. ISBN 978-5-02-034575-1
- Иссерс О. С. Речевое воздействие в аспекте когнитивных категорий // Вестник ОмГУ. — 1999. — № 1. — С. 74-79.
- Иссерс О. С. Сочиняй, но проверяй : Пособие для абитуриента в правилах, алгоритмах и шпаргалках. — 2-е изд. — СПб.: Языковой центр филол. фак. СПбГУ, 1995. — 74 с. — 1000 экз. — ISBN 5-87403-001-8.
- Иссерс О. С. Что говорят политики, чтобы нравиться своему народу // Вестник ОмГУ. — 1996.
- Иссерс О. С., Кузьмина Н. А. Интенсивный курс русского языка : Пособие для подгот. к тестированию и соч. в правилах, алгоритмах и шпаргалках. — Омск: ОмГУ, 2000. — 163 с. — (Подготовься к тестированию). — 300 экз.
  - . — М.: Флинта : Наука, 2004. — 143 с. — (Для абитуриентов и учащихся старших классов). — 2000 экз. — ISBN 5-89349-587-X. ISBN 5-02-032600-3
  - . — 2-е изд., испр. — М.: Флинта: Наука, 2005. — 142 с. — 2000 экз. — ISBN 5-89349-587-X. ISBN 5-02-032600-3
  - . — 3-е изд., испр. — М.: Флинта: Наука, 2006. — 142 с. — 1000 экз. — ISBN 5-89349-587-X. ISBN 5-02-032600-3
  - . — 4-е изд. — М.: Флинта : Наука, 2007. — 142 с. — (Для абитуриентов и учащихся старших классов). — 1000 экз. — ISBN 978-5-89349-587-4. ISBN 5-02-032600-3
  - . — 5-е изд. — М.: Флинта : Наука, 2008. — 142 с. — (Для абитуриентов и учащихся старших классов). — 2000 экз. — ISBN 978-5-89349-587-4. ISBN 5-02-032600-3
- Иссерс О. С., Кузьмина Н. А. Интенсивный курс русского языка. Почему так не говорят по-русски : пособие по культуре речи : [для абитуриентов и учащихся старших классов]. — М.: Флинта: Наука, 2007. — 133 с. — 1500 экз. — ISBN 978-5-9765-0148-5. ISBN 978-5-02-034787-8
  - . — 2-е изд. — М.: Флинта: Наука, 2009. — 133 с. — 1000 экз. — ISBN 978-5-9765-0148-5.
- Иссерс О. С., Кузьмина Н. А. Интенсивный курс русского языка : 1000 тестов для подгот. к Всерос. тестированию и Единому гос. экзамену : Орфография. Пунктуация. Культура речи. Система яз. Выразит. средства. Анализ текста. — М.: Флинта : Наука, 2004. — 228 с. — (Для абитуриентов и учащихся старших классов). — 2000 экз. — ISBN 5-89349-564-0. ISBN 5-02-032575-9
  - . — 2-е изд., испр. и доп. — М.: Флинта: Наука, 2004. — 228 с. — (Для абитуриентов и учащихся старших классов). — 2000 экз. — ISBN 5-89349-564-0. ISBN 5-02-032575-9
  - . — 3-е изд., испр. — М.: Флинта: Наука, 2005. — 228 с. — 1000 экз. — ISBN 5-89349-564-0. ISBN 5-02-032575-9
  - . — 7-е изд. — М.: Флинта: Наука, 2010. — 228 с. — 1000 экз. — ISBN 978-5-89349-564-5. ISBN 978-5-02-032575-3
- Иссерс О. С., Кузьмина Н. А. Как успешно сдать экзамен по русскому языку : Пособие для подгот. к соч. и тестированию в правилах, алгоритмах и шпаргалках. — Омск: ОмГУ, 1997. — 102 с. — 500 экз. — ISBN 5-230-13582-0.
- Иссерс О. С., Кузьмина Н. А. Несколько уроков русского языка накануне экзамена : Пособие для абитуриентов в правилах, алгоритмах, тестах. — М.: Школа-Пресс, 1999. — 173 с. — (Школа абитуриента: научись сам). — 5000 экз. — ISBN 5-88527-156-9.
- Иссерс О. С., Кузьмина Н. А. Тесты. Русский язык. Синтаксис и пунктуация. 8-9 классы. — Дрофа, 2004. ISBN 5-7107-7456-1
- Иссерс О. С., Кузьмина Н. А. Тесты к учебнику В. В. Бабайцевой «Русский язык. 10-11 классы». — Дрофа, 2006. ISBN 5-7107-7718-8, 5-358-00948-5